# Kalizija
Kalizija (lat. Callisia), rod trajnica iz porodice Commelinaceae. Opisan je 1851. godine. Postoji četrdesetak vrsta u Sjevernoj i Južnoj Americi.
Tipična je vrsta Hapalanthus repens Jacq., sinonim i bazionim za C. repens (Jacq.) L., sukulentnu vazdazelenu trajnicu.
U rod su uključene i dvije vrste aploleje (Rod Aploleia).

## Vrste
1. Callisia amplexans (Handlos) Christenh. & Byng
2. Callisia amplexicaulis (Klotzsch ex C.B.Clarke) Christenh. & Byng
3. Callisia angustifolia (B.L.Rob.) Christenh. & Byng
4. Callisia brasiliensis (Handlos) Christenh. & Byng
5. Callisia ciliata Kunth
6. Callisia cordifolia (Sw.) Andiers. & Woodson
7. Callisia disgrega (Kunth) Christenh. & Byng
8. Callisia diuretica (Mart.) Christenh. & Byng
9. Callisia elata (D.R.Hunt) Christenh. & Byng
10. Callisia encolea (Diels) Christenh. & Byng
11. Callisia filiformis (M.Martens & Galeotti) D.R.Hunt
12. Callisia fragrans (Lindl.) Woodson
13. Callisia gentlei Matuda
14. Callisia glandulosa (Seub.) Christenh. & Byng
15. Callisia gracilis (Kunth) D.R.Hunt
16. Callisia graminea (Small) G.C.Tucker
17. Callisia grandiflora Donn.Sm.
18. Callisia hintoniorum B.L.Turner
19. Callisia insignis C.B.Clarke
20. Callisia ionantha (Diels) Christenh. & Byng
21. Callisia kruseana (Matuda) Christenh. & Byng
22. Callisia laui (D.R.Hunt) D.R.Hunt
23. Callisia mexicana Christenh. & Byng
24. Callisia micrantha (Torr.) D.R.Hunt
25. Callisia monandra (Sw.) Schult. & Schult.f.
26. Callisia montana (Handlos) Christenh. & Byng
27. Callisia multiflora (M.Martens & Galeotti) Standl.
28. Callisia navicularis (Ortgies) D.R.Hunt
29. Callisia neglecta (Handlos) Christenh. & Byng
30. Callisia ornata (Small) G.C.Tucker
31. Callisia palmeri (Rose) Christenh. & Byng
32. Callisia purpurascens (S.Schauer) Christenh. & Byng
33. Callisia repens (Jacq.) L.
34. Callisia rosea (Vent.) D.R.Hunt
35. Callisia saxicola (Greenm.) Christenh. & Byng
36. Callisia serrulata (Vahl) Christenh. & Byng
37. Callisia silvatica (Handlos) Christenh. & Byng
38. Callisia soconuscensis Matuda
39. Callisia tehuantepecana Matuda
40. Callisia warmingiana (Seub.) Christenh. & Byng
41. Callisia warszewicziana (Kunth & C.D.Bouché) D.R.Hunt

## Sinonimi
1. Aploleia Raf.
2. Cuthbertia Small
3. Descantaria Schltdl.
4. Donnellia C.B.Clarke ex Donn.Sm.
5. Hadrodemas H.E.Moore
6. Hapalanthus Jacq.
7. Heminema Raf.
8. Leiandra Raf.
9. Leptocallisia (Benth. & Hook.f.) Pichon
10. Leptorhoeo C.B.Clarke
11. Neodonnellia Rose
12. Phyodina Raf.
13. Rectanthera O.Deg.
14. Spironema Lindl.
15. Tradescantella Small
16. Tripogandra Raf.
17. Wachendorfia Loefl.

## Vanjske poveznice
|  | Zajednički poslužitelj ima još gradiva o temi Callisia |
|  | Wikivrste imaju podatke o taksonu Callisia             |